# Chorzów Factory case
Chorzów Factory case (fr. Affaire relative à l'usine de Chorzów) – sprawa rozpatrywana przez Stały Trybunał Sprawiedliwości Międzynarodowej w 1927, orzeczenie wydano 13 września 1928. Ustanowiła szereg precedensów w prawie międzynarodowym.

## Tło historyczne
W plebiscycie na Górnym Śląsku większość z 31 864 głosujących opowiedziała się za pozostaniem w Niemczech, podczas gdy 10 764 głosów oddano na Polskę. Po trzech powstaniach śląskich wschodnia część Górnego Śląska, w tym Chorzów i Królewska Huta, została oddzielona od Niemiec i przyznana Polsce w 1922 roku. Nastąpiła migracja ludności. Ze względu na swoją strategiczną wartość, sprawa fabryki azotu Oberschlesische Stickstoffwerke była przez lata przedmiotem sporów przed Stałym Trybunałem Sprawiedliwości Międzynarodowej, ostatecznie ustanawiając nowe precedensy prawne dotyczące tego, co jest „sprawiedliwe” w stosunkach międzynarodowych.

## Znaczenie
Trybunał orzekł, że:
- Państwo ponosi odpowiedzialność za wywłaszczenie obcej własności

- Zgodnie z prawem międzynarodowym, naród jest odpowiedzialny za działania organów rządowych lub funkcjonariuszy.

- Zgodnie z ogólną zasadą prawa międzynarodowego, za naruszenia prawa międzynarodowego należy się odszkodowanie. Odnosząc się do tego, trybunał orzekł, że zadośćuczynienie musi, na ile to możliwe, wymazać wszystkie konsekwencje bezprawnego czynu i przywrócić sytuację, która według wszelkiego prawdopodobieństwa istniałaby, gdyby czyn ten nie został popełniony. Zadośćuczynienie powinno zatem polegać na restytucji w naturze lub, jeśli jest to niemożliwe, na zapłacie sumy odpowiadającej wartości jako odszkodowania[5].